# Invecchiamento dei materiali
Il processo di invecchiamento si intende in modo differente a seconda dei materiali considerati:
- Polimeri: insieme dei fenomeni chimico-fisici che peggiorano le proprietà del materiale.[1]
- Metalli: trattamento termico usato per innalzare le proprietà meccaniche del materiale, generalmente applicato alle leghe leggere. Prende anche il nome di indurimento per precipitazione.

I meccanismi attraverso i quali avviene l'invecchiamento di un materiale dipendono dalla natura del materiale in questione e dalle condizioni operative.

## Invecchiamento dei materiali metallici
Nella metallurgia il termine "invecchiamento" può identificare diversi processi:
- Invecchiamento per precipitazione o indurimento per precipitazione o più semplicemente invecchiamento: la lega è prima sottoposta alla tempra di soluzione (o solubilizzazione) per congelare a bassa temperatura la struttura che compete a una T maggiore, paralizzando la diffusione del soluto in essa presente; in seguito, attendendo a T ambiente (invecchiamento naturale) o riscaldando il materiale a una temperatura Tin per alcune ore, avvengono la nucleazione e l'accrescimento delle particelle (coerenti o incoerenti) della nuova fase verso un assetto termodinamico stabile. Tali particelle costituiscono un nuovo ostacolo per le dislocazioni, che possono superarle con il meccanismo di taglio o il meccanismo di Orowan (quest'ultimo è l'unico possibile se le particelle sono incoerenti con la matrice).
- Invecchiamento per deformazione a freddo: un materiale sottoposto a deformazione vede aumentare al suo interno le dislocazioni; queste nel tempo sono bloccate dalla formazione, attorno ad esse, delle atmosfere di Cottrell, le quali però tendono a formare carburi o azoturi e a diminuire così l'azione ancorante. Questo processo fa sì che una lamiera sottoposta a stampaggio veda il formarsi sulla sua superficie delle "bande di Lüders", prodotto del simultaneo disancoramento delle dislocazioni non più trattenute dalle atmosfere di Cottrell; il risultato visivo è una superficie a buccia d'arancia, che pregiudica l'aspetto estetico. Il fenomeno dell'invecchiamento interessa anche le leghe Al-Li nella quale con il tempo si formano le bande di Luders.

Un sovrainvecchiamento ottenuto ad una temperatura superiore a quella ambiente (Ta) comporta trasformazioni a volte indesiderate delle proprietà fisiche e meccaniche.